# Tabanus corpulentus
Tabanus corpulentus är en tvåvingeart som beskrevs av Juan Brèthes 1910. Tabanus corpulentus ingår i släktet Tabanus och familjen bromsar. Inga underarter finns listade i Catalogue of Life.